# Блокус
Блокус — абстрактная стратегическая настольная игра для двух, трёх или четырёх человек, изобретённая французским математиком Бернардом Тавитианом. Впервые издана во Франции, в 2000 году. Существуют несколько видов блокуса: классический (Blokus Classic), для двоих (Blokus Duo или Blokus Travel), треугольный (Blokus Trigon) и трёхмерный (Blokus 3D). За время своего существования блокус получил 26 различных наград.

## Классический блокус
Поле классического блокуса является квадратом, разбитым на 20 частей по вертикали и горизонтали, то есть состоящим из 400 маленьких квадратов. При игре вчетвером каждый игрок имеет набор из 21 фигуры полимино своего цвета: (одно мономино, одно домино, два тримино, пять тетрамино и двенадцать пентамино). Цвета наборов — синий, жёлтый, красный и зелёный. Игроки по очереди выставляют фигуры на доску по следующим правилам. Первая фигура каждого цвета должна занять (накрыть) угловой квадрат доски. Каждая следующая фигура этого цвета должна выставляться так, чтобы коснуться хотя бы одной фигуры (можно более) своего цвета углом, но не коснуться ни одной из фигур своего цвета стороной. Фигуры разного цвета могут соприкасаться как угодно. Цвета ходят в следующем порядке: синий, жёлтый, красный, зелёный, занимая стартовые углы поля по часовой стрелке. Если у игрока не осталось возможных ходов, он пропускает ход. Игра заканчивается, когда ходы закончились у всех игроков. Игрок зарабатывает столько очков, сколько он выставил маленьких квадратов (то есть выставление пентамино приносит 5 очков, тетрамино — четыре очка и т. д.). Если игрок выставил все фигуры, он получает дополнительно 20 очков (если последней была выставлена фигура, состоящая из 1 маленького квадрата) или 15 очков (в противном случае).
При игре вдвоём каждый игрок играет за два цвета, один за красный и синий, другой за жёлтый и зелёный. При этом, по-прежнему, фигуры разных цветов даже одного игрока могут соприкасаться как угодно. При игре вдвоём игрок должен хорошо взаимодействовать двумя цветами, иногда жертвуя выставлением нескольких фигур одного цвета для того, чтобы выставить все фигуры другого своего цвета и получить дополнительные очки.

## Блокус для двоих
Поле этого вида блокуса меньше (квадрат 14 на 14), и у каждого игрока по одному набору фигур, фиолетового и оранжевого цветов. Стартовые точки находятся не в углах поля, а на расстоянии 5 клеток от угла по диагонали. В остальном правила совпадают с классическим блокусом.

## Треугольный блокус
Фигуры в треугольном блокусе состоят из маленьких треугольников (от 1 до 6), а поле является шестиугольником, также разбитым на маленькие треугольники. Стартовых точек шесть, и каждый игрок при своём первом ходе может выбирать из них любую свободную. В остальном правила совпадают с классическим блокусом. При игре вдвоем каждый игрок играет за два цвета (синий с красным и жёлтый с зелёным). Также возможна игра троих игроков, при этом один цвет не участвует. Поле при игре втроём на 1 ряд меньше (в издаваемой сейчас версии этот ряд имеет другую фактуру).

## Трёхмерный блокус
Фигуры в трёхмерном блокусе состоят из кубиков (двух, трёх или четырёх, всего 11 фигур). Поле является частью плоскости, разбитой на маленькие квадраты. Есть четыре разных варианта поля. Фигуры выкладываются так, чтобы под ними не оставалось пустых мест, при этом не превышая максимальную высоту (для некоторых полей максимальная высота разная в разных точках поля). В трёхмерном блокусе каждая фигура своего цвета, начиная со второй, должна коснуться одной из предыдущих фигур гранью (а не ребром или углом по аналогии с классическим блокусом). Если игрок один раз пропустил ход, он пропускает все ходы далее до конца игры. Когда никто больше не может выставить фигуру, считаются очки. Игрок получает одно очко в плюс за каждую клетку, которую видно при взгляде на поле сверху (при этом она может быть не на максимальной высоте), и одно очко в минус за каждую не выставленную фигуру, независимо от её размера. В трёхмерный блокус можно играть вчетвером; вдвоём, по одному набору фигур для каждого игрока; вдвоём, по два набора фигур у каждого игрока; а также втроём (один набор не участвует).

## Выпуски игры в России
Здесь представлены адаптированные для продажи в России и переведенные на русский язык издания (выпуски) игры блокус:
Блокус классический на четверых игроков (в модификациях):
1. Mattel. Blokus BJV44
2. Эврикус. Гембло Q

Блокус дуо на двоих (в модификациях):
1. BeeZee Toys. Блокус Дуо Джуниор
2. Radger. Блокус (Тетрис) из дерева
3. Kribly Boo. Блокус
4. Лас-Играс. IQ баттл
5. Веселые игры. Брикс
6. Play The Game. Битва стратегов

Блокус шестигранный на шестерых (в модификациях):
1. Эврикус. Гембло PG-15001

Блокус 3D (в модификациях):
1. Лас-Играс. 3D-тетрис